# Valle del Mesa

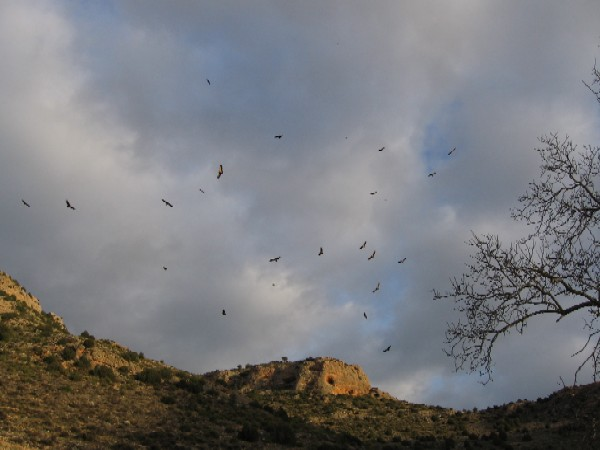
Grupo de buitres leonados en el Valle del Mesa a su paso por Algar

El Valle del Río Mesa se sitúa en las provincias españolas de Guadalajara y Zaragoza. Su recorrido comienza en el nacimiento del río Mesa en el municipio de Selas en Guadalajara y transcurre por angostas gargantas y fértiles vegas hasta el municipio de Carenas en la provincia de Zaragoza.

## Características
En su recorrido atraviesa los términos de Selas, Anquela del Ducado, Turmiel, Establés, Anchuela, Amayas, Mochales, Villel de Mesa, Algar de Mesa en la provincia de Guadalajara, y ya en Zaragoza, pasa por Calmarza, Jaraba, Ibdes y Carenas. 
El valle termina en el embalse artificial de la Tranquera, en la desembocadura del río Mesa en el río Piedra, situado en las proximidades del Monasterio de Piedra. Es un lugar de exquisita belleza con rincones en los que perderse y disfrutar de la naturaleza. En los montes predomina el bosque de sabina y matorral, salpicado por enclaves de encinas (carrascas). En las alturas rocosas que rodean el valle, anida el buitre leonado. 

### Mochales
Desde su nacimiento en el pueblo de Selas, el río Mesa no cruza ningún pueblo hasta llegar a Mochales. En este término se encuentra el fantástico paraje del Tormo, una roca de gran altura situada en mitad del valle en una zona en la que éste ensancha su cauce. Algo más río arriba, encontramos la cascada con poza conocida como el Escalerón, vigilada en lo alto por la mirada atenta de la Peña Coba. 
El pueblo de Mochales tiene una gran plaza presidida por la Iglesia Parroquial, edificio de estilo gótico rural del siglo XVI. En mitad de la plaza crece en la actualidad un tilo, árbol que sustituye al olmo centenario que murió hace unos 20 años como consecuencia de la enfermedad de estas plantas llamada grafiosis. Mochales tuvo castillo roquero, del que hoy quedan apenan unos restos, ya que lo que quedaba de la torre de piedra fue demolido debido a su estado ruinoso. Una particularidad de este pueblo es la mina, túnel de cerca de un kilómetro de longitud que atraviesa la montaña completamente. Fue excavado por la gente del pueblo con el fin de desviar por él el agua de un barranco y evitar así que las riadas arrasasen el pueblo. A la salida de Mochales, se halla un antiguo lavadaro recientemente restaurado.

### Villel de Mesa
El río continúa su descenso a través de una hermosa vega repleta de cerezos que se inundan de flores blancas con la llegada de la primavera. Su destino inmediato es Villel de Mesa. A mitad de camino entre Villel y Mochales, nos encontramos con el puente del yesar, donde existe una antigua central eléctrica en ruinas. En su interior todavía está la pesada maquinaria, que nadie ha osado llevarse. A partir de la vieja central, el valle se ensancha. A la izquierda del río nos encontramos unas interesantes formaciones rocosas que hacen las delicias de los aficionados a la escalada deportiva. Las rocas de ese lugar se desprenden por efecto del hielo y acaban en las proximidades de la vega, confiriendo a ese lugar un aspecto enigmático. A la derecha de la central eléctrica de Villel, antiguo molino y actualmente en funcionamiento, encontramos en lo alto de la montaña los restos de un antiguo asentamiento, quizá íbero, quizá otra cosa, llamado el Villar. Parece el Villar una ciudad de rocas, en las que se entrelazan piedras ordenadas en hileras que nos hacen pensar que existieron muros y paredes en otros tiempos. El Villar preside la vega nueva de Villel, y desde ahí podemos seguir el curso del río que en esta zona se hace inaccesible en las cascadas y oquedades del Pozo Galano. 
Villel tiene un moderno hotel llamado El Molino, ubicado en un antiguo molino harinero. En este molino, hay también una central eléctrica actualmente en funcionamiento. Esta central aprovecha el salto de agua que se produce en uno de los parajes más bellos del río Mesa: el Pozo Galano, una profunda garganta difícilmente accesible por la que transcurre el río en forma de cascadas. El acceso al pozo Galano puede hacerse desde el pueblo de Villel. 
Pasado el pueblo de Villel y de camino a Algar de Mesa, encontramos el paraje de los Castillotes. Se trata de una montaña con una peculiar formación rocosa en la cima con aspecto de fortaleza o castillo roquero. Si uno sube a la cima se observa algún resto de pared de piedra construida entre ellas. Estos restos y lo inaccesible del lugar ha dado a pensar a muchos que ahí se erigió antaño el mítico Castillo del Mesa, zona de control para uno de los puntos fronterizos entre los antiguos reinos de Castilla y Aragón. Detrás de los Castillotes se haya otro antiguo molino, habitado actualmente. 
En el pueblo de Algar de Mesa se ha recuperado también otro molino para reconvertirlo en minicentral eléctrica. 
- Datos: Q6159243